# دایملر مرسک
دایملر مرسک (به انگلیسی: Sovereign Maersk) یک کشتی است که طول آن ۳۳۱٫۹۸ متر (۱٬۰۸۹٫۲ فوت) می‌باشد. این کشتی در سال ۱۹۹۷ ساخته شد.